# Mortimer Taube
Mortimer Taube (6 de desembre de 1910 – 3 de setembre de 1965) fou un bibliotecari, documentalista i informatòleg nord-americà. Està a la llista dels 100 dirigents més importants dins l'àrea de Biblioteconomia i Documentació del segle xx. Gran part de la seva importància rau en el fet que va inventar la indexació coordinada. Aquella que fa servir "unitermes" en la catalogació. Fou també un precursor de les cerques basades en ordinador. A principis del 50s va crear la seva pròpia empresa Documentation Inc., juntament amb Gerald J. Sophar. Les biblioteques nord-americanes el coneixen com un innovador i inventor, així com un erudit i home de negocis intel·ligent". La revista Current Biography l'anomena el “Dewey de la Biblioteconomia de la segona meitat del segle XX”. Mortimer Taube va ser un home molt actiu amb interessos diversos com tennis, filosofia, navegació, música i col·leccionisme de pintures.

## Vida i obra
Mortimer Taube va néixer a la ciutat de Jersey. Va rebre el Bachelor d'Arts en Filosofia a la Universitat de Chicago el 1933. Continuà amb un Ph.D en el mateix camp a la Universitat de Califòrnia a Berkeley el 1935. L'any següent, el 1936, va rebre un títol de biblioteconomia de Berkeley. Després durant algun temps va treballar a diverses biblioteques i va ser conferenciant al Mills College, Universitat Harvard, Universitat de Duke, Universitat de Chicago, i Universitat de Colúmbia.
El 1944, Mortimer Taube va deixar l'acadèmia darrere per esdevenir un autèntic innovador en el camp de les Ciències de la informació. Després que la guerra, hi hi havia un boom enorme d'invenció científica i de la literatura que anava amb ella. La indexació i els mètodes de recuperació d'aquell moment no podien manejar tal alfuència d'informació. Es necessitava una nova tecnologia per atendre tal demanda i Taube s'hi entrega alhora que participa en diferents projectes. El 1944 entra a la Biblioteca de Congrés com a cap adjunt de la Divisió de Bibliografia i Referència General Va ser cap del Projecte de Ciència i Tecnologia del Departament de Defensa dels EUA de 1947-1949. I va treballar també per la Comissió de l'Energia Atòmica, creada a partir del Projecte Manhattan i que pretenia avaluar i publicar els registres d'avenços de ciència i enginyeria durant la guerra. El seu objectiu era també fer el material més visible i accessible al públic i obrir-lo cap al món empresarial i fins i tot a l'estranger. Va ser subcap del Servei d'Informació Tècnica. I va presentar una ponència sobre emmagatzematge i recuperació de la informació en un simposi organitzat per l 'Air Force Office of Scientific Research el 1958 a Washington DC.
Mortimer Taube va treballar intensament en l'àmbit de la documentació en el referent a la literatura pertanyent a la innovació científica Va ser assessor i conferenciant en Documentació Científica i va ser fins i tot editor de la revista American Documentation en els anys 1952-1953. El 1952 Taube va fundar la seva pròpia empresa Documentació, Inc., amb Gerald J. Sophar i dues persones més. Documentació,Inc. foul “centre d'informació aeroespacial més gran” i va treballar per la NASA. Aquí Taube va desenvolupar la Indexació coordinada que va suposar una gran innovació en el camp de la Biblioteconomia. La va definir com “l'anàlisi de qualsevol camp d'informació dins un conjunt de termes i la combinació d'aquests termes en qualsevol ordre per tal d'aconseguir qualsevol grau de detal desitjat, ja sigui en la indexació o en la selecció." La Indexació coordinada utilitzava “unitermes” per emmagatzemar i recuperar la informació més fàcil i ràpidament. Els unitermes “constitueixen un conjunt especial de regles i requisits que fan a la vegada l'anàlisi dins els termes i la combinació dels termes per tal d'especificar els elements d'informació en un procés extraordinàriament senzill i eficaç.” Taube havia separat la indexació coordinada en dues categories, ítem i terme d'indexació. Es feien servir targetes perforades i un lector de màquina per cercar documents o ítems específics per termes o paraules clau. Documentació,Iinc. també va donar llum a la IBM 9900 Índex Especial Analyzer, també coneguda com a COMAC. COMAC acrònim en anglès de “controlador d'accés múltiple continu.” Aquesta màquina feia servir targetes perforades i s'usava per emmagatzemar recuperar la informació. Feia “relacions lògiques entre els termes.” I malgrat que Documentation, Inc. havia començat com una empresa petita, en poc temps va créixer fins a més de 700 membres.
Mortimer Taube va morir a l'edat de 54 d'un atac de cor.
Tot i ser una persona pionera dels Catàlegs d'accés públic en línia (OPAC) i dels sistemes de catalogació per ordinador, més d'una vegada es mostrà crític amb la importància que anaven present els ordinadors en la vida modern. Per a ell no deixaven de ser unes màquines que no pensaven.

## Obres seleccionades
- Computers and Common Sense, the Myth of Thinking Machines. 1961.
- Studies in Coordinate Indexing. Washington, D.C.: 1953-1959.
- Information Storage and Retrieval: Theory, Systems, and Devices. 1958.

## Premis
- Primer receptor del  Distinguished Contributions to Special Librarianship by the SLA-1952.
- Premi ASIS&T al Mèrit Acadèmic el 1966